# Ла Борса (Валлетта)
Ла Борса, також відома як Будівлі біржі — будівля XIX століття у Валлетті, Мальта, в якій розташована Мальтійська палата торгівлі, підприємництва та промисловості.

## Історія
Місце Ла Борса спочатку займав будинок, який належав пріорату Кастилії. У 1853 році будинок було передано Мальтійській палаті торгівлі та підприємництва, яка була сформована в 1848 році. Його було знесено, щоб звільнити місце для нових приміщень, які були спроектовані мальтійським архітектором Джузеппе Бонавіа. Роботи проводив підрядник Мікеланджело Аццопарді, будівлю було урочисто відкрито в березні 1857 року. Деякі елементи всередині будівлі, включаючи внутрішній двір Льюїса Фарруджі, зал сера Агостіно Портеллі, зал консіліаріс (зал ради), лекційний зал Баніф та зал для зустрічей Банку Валлетти.
Мальтійське управління навколишнього середовища та планування зарахувало його до національних пам'яток I ступеня.

## Стиль
Ла Борса був спроєктований Джузеппе Бонавіа в неокласичному архітектурному стилі. Його дизайн контрастує з традиційною архітектурою Валлетти. Фасад будинку має вражаючу симетричну колонаду в іонічному ордері. Має три поверхи над землею та підземний рівень. Урочисто відкритий у 1848 році, дизайн будівлі досить простий, але водночас елегантний.

## Зовнішні посилання
- A Valletta 2018 suggestion to the Chamber of Commerce - The Malta Independent. Independent.com.mt. Процитовано 27 грудня 2017.